# مدس اریکسن
مدس اریکسن (انگلیسی: Mads Eriksen؛ زادهٔ ۱۵ ژوئیهٔ ۱۹۷۷) کارتونیست اهل نروژ است.